# Paolo Collura
Paolo Collura (* 2. Juli 1914 in Prizzi; † 28. Oktober 1997 ebenda) war ein italienischer Geistlicher, Paläograph und Diplomatiker. 

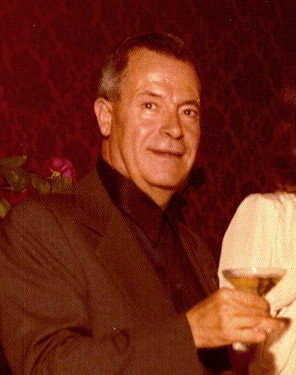
Paolo Collura 1977

## Leben
Er war Schüler von Carlo Alberto Garufi, dessen Sammlung photographischer Platten, vorwiegend mit Aufnahmen (um 1900 entstanden) von Urkunden aus der Normannenzeit, er erbte und 1980 der Universität Palermo und der damaligen Cattedra di Paleografia e Diplomatica Latina stiftete, die er selbst lange Jahre vertreten hatte.
Zu seinen Arbeiten zählen eine Monographie über die karolingische Schriftreform in der Abtei Bobbio und die Edition der älteren Urkunden des Kapitelsarchivs von Agrigent sowie seine Nachträge zu den Regesten Rogers II., die Erich Caspar im Anhang seiner Monographie über den ersten normannischen König Siziliens veröffentlicht hatte. Das von ihm vorgeschlagene Projekt eines dreisprachigen Urkundenbuches, das die Diplome der normannischen Grafen und Könige Siziliens in einer modernen Edition zugänglich machen sollte, ist allenfalls für einen guten Teil der Dokumente in lateinischer Schrift und Sprache realisiert worden. Wann die griechischen und arabischen Texte zur Verfügung stehen werden, ist derzeit nicht absehbar.
Er war auch Direktor des Museo Diocesano di Palermo. Dort stand ihm ein erheblicher Teil des ikonographischen Materials zur Verfügung, das er für sein Buch über die Palermitaner Stadtpatronin Rosalia verwendete.

## Veröffentlichungen (Auswahl)
- La precarolina e la carolina a Bobbio: Studi paleografici. Con prefazione di G. C. Bascapé, 1943, Nachdruck Mailand 1965 (Fontes Ambrosiani 22).
- Appendice al regesto dei diplomi di re Ruggero compilato da Erich Caspar, in: Atti del Convegno internazionale di studi Ruggeriani, t. 2, Palermo 1955, S. 545–625.
- Le più antiche carte dell’Archivio Capitolare di Agrigento (1092–1282), Palermo 1961 (Documenti per servire alla storia di Sicilia, serie I, t. 25).
- Santa Rosalia nella storia e nell’arte. Palermo 1977.